# Leonel de Moura Brizola

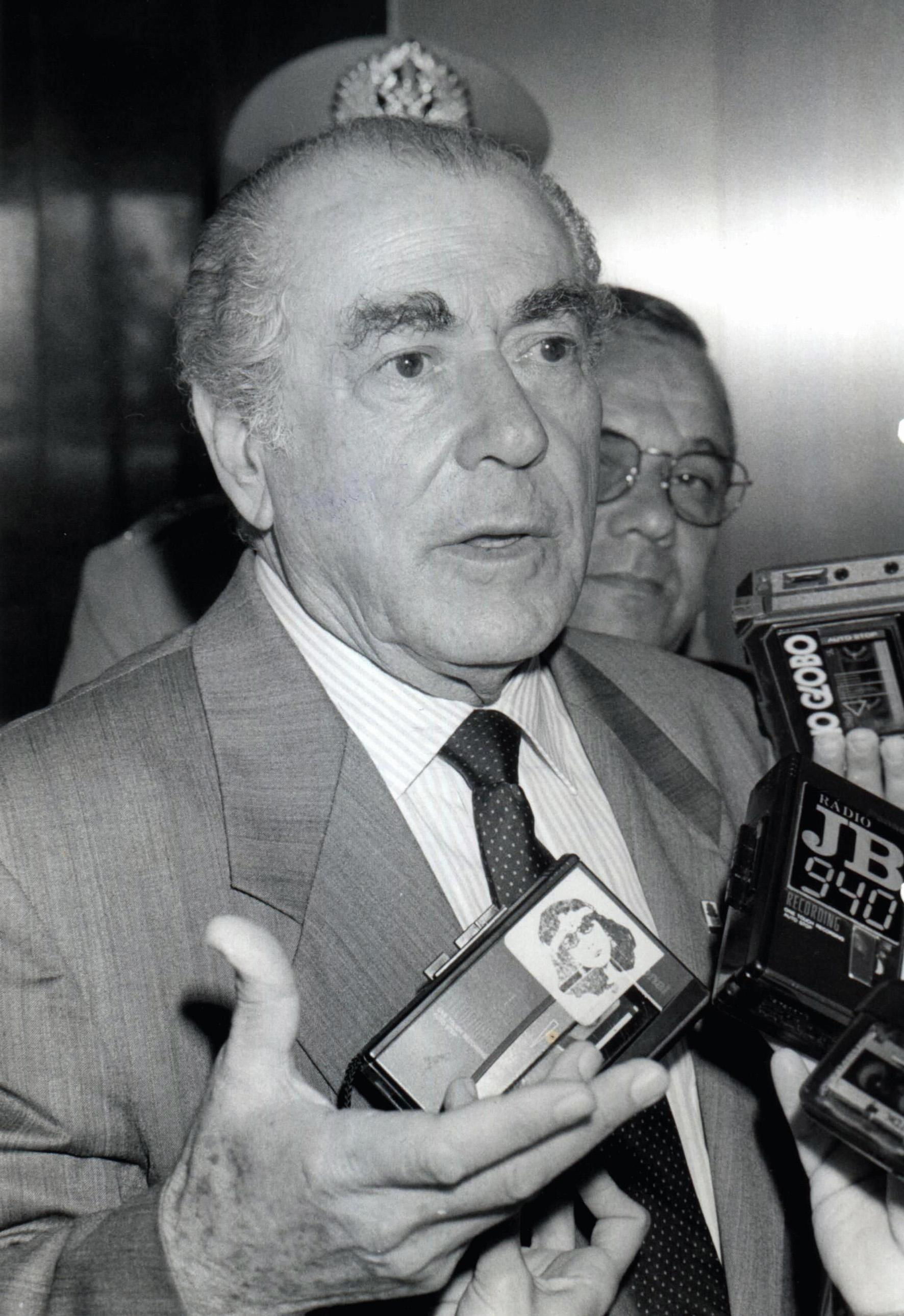
Leonel Brizola, ca. 1984

Leonel de Moura Brizola (* 22. Januar 1922 in Carazinho; † 21. Juni 2004 in Rio de Janeiro) war ein linksgerichteter brasilianischer Politiker. Er ist bis heute der erste und einzige Politiker, dem es gelang, in zwei unterschiedlichen Staaten (1959 Rio Grande do Sul, 1983 und 1991 Rio de Janeiro) die Gouverneurswahlen zu gewinnen.  Er war Vizepräsident und von Oktober 2003 bis zu seinem Tod Ehrenpräsident der Sozialistischen Internationale.

## Leben
Leonel Brizola wurde 1922 in einem kleinen Ort namens Curazinha (heute Carazinho) geboren. Er begann seine politische Karriere in der Ära Getúlio Vargas in dessen Partido Trabalhista Brasileiro (PTB), der er 1945 beitrat. 
Er wurde Bürgermeister von Porto Alegre, war 1959–1963 Gouverneur des Bundesstaates Rio Grande do Sul, Abgeordneter im Brasilianischen Kongress des heute nicht mehr existierenden Bundesstaates Guanabara, und zweimal Gouverneur des Bundesstaates Rio de Janeiro. Sein politischer Einfluss in der brasilianischen Politik überdauerte fast 50 Jahre. Während des Militärputsches im Jahre 1964 war Brizola einer der Anführer des Widerstandes. Der aus dem Amt geputschte Präsident João Goulart war sein Schwager.
Nach Versuchen, in der Region Porto Alegre einen bewaffneten Widerstand aufzubauen, floh er nach Uruguay, wo er bis 1980 im Exil lebte. Im Mai 1980 gründete er die Demokratische Arbeiterpartei Partido Democrático Trabalhista (PDT). 1989 und 1994 zog er als Kandidat in den Präsidentschaftswahlkampf, konnte sich aber gegen seine Gegenkandidaten Fernando Collor de Mello wie auch Fernando Henrique Cardoso nicht durchsetzen. Mit 82 Jahren starb Leonel Brizola 2004 an Herzversagen.